# 寺原隼人
寺原 隼人（てらはら はやと、1983年10月9日 - ）は、宮崎県宮崎市出身の元プロ野球選手（投手）、コーチ。右投右打。

## 経歴

### プロ入り前
1983年10月9日に宮崎市で生まれた。職場で野球をやっていた父や6歳上の兄の影響で宮崎市立本郷小学校3年生の時に軟式野球の「ワールドボーイ」に入団して野球を始めて小学校5年生になると6年生を押しのけてエースとなった。宮崎市立赤江東中学校では軟式野球部に入り、1年目は制球難を克服するため下半身を鍛え、2年秋には宮崎県大会決勝戦で完封勝利を果たした。3年夏には4番・エースとして県大会で優勝し、九州大会でも2位となって宮崎県勢15年ぶりの全国大会に出場となったが、初戦で東海代表の長泉町立北中学校に敗れた。
日南学園高等学校では入学時に球速135km/hを超えていた。1年春の九州大会では対瓊浦高等学校戦で中継ぎ登板したが2回3失点のデビューだった。甲子園を目指すため小川茂仁監督の下でアーム式の投法から肘を上げるフォームへの変更に取り組んだ。2年夏には最速140km/h台となったが夏の県大会では準決勝で宮崎日大に敗れて敗退、2年秋の県大会は優勝し、九州大会では最速147km/hを記録したが準々決勝で神埼に1対4で敗れた。この頃急激な成長に捕手が追いつけずバッテリーエラーを繰り返していた。
2001年、3年春から捕球の巧い中原幸広に変更し、春の県大会では準決勝の対延岡学園戦で後の同僚・神内靖と投げ合い球速153km/hを記録した。決勝戦は2安打に抑えながらも1対2で宮崎日大に破れた。6月にサンマリンスタジアム宮崎で行われた市立船橋との練習試合で当時の高校生最高球速となる155km/hを記録した。3年夏の県大会の3回戦（7月18日・対日南振徳商戦）では新たに覚えた120km/h後半の高速カーブを交えて15奪三振でノーヒットノーランを達成した。決勝戦では9回3失点の完投勝利で宮崎日大を破って3年ぶり3度目の甲子園出場に導いた。同級生の井手正太郎も3番打者で同大会7打点と寺原を支えた。
8月7日に右手中指の靭帯炎症がで練習を中断していたが、
第83回全国高等学校野球選手権大会は8月11日の四日市工との1回戦では先発して8回を1失点に抑え、ニューヨーク・メッツスカウトのスピードガンで初球に153km/h、22球目に155km/hを計測したがテレビ中継画面の表示は甲子園タイ記録の151km/hだった。8月16日の岡山県立玉野光南高等学校との2回戦では前夜に発熱していたものの同点の5回裏から登板し、2イニング目の6回にアトランタ・ブレーブススカウトのスピードガンで98mph（約157.7km/h）を計測、テレビ中継では154km/hと表示され当時の甲子園記録を塗り替え、6イニングを3失点にまとめて延長戦で勝利した。8月17日に大阪市内の病院で点滴を受けブルペン待機となったが、チームは20安打15得点の完封リレーで3回戦を突破した。8月19日に行われた準々決勝の対横浜高校戦では最速150km/hは出たものの、2回以降の直球の約8割が130km/h台と苦しみ、同点で迎えた9回に3四球で満塁とした所で決勝打を浴びて敗れ、ベスト8に終わった。翌日8月20日に大阪市内の病院で検査の結果、右足内転筋の肉離れと診断され、AAAアジア野球選手権大会日本高校選抜を辞退した。
台湾で行われた第34回IBAFワールドカップに日本代表として出場した。プロ・アマ合同の同大会で高校生が日本代表として選出されたのは史上初であった。11月7日第1戦の対フィリピン戦では15点リードの5回から2番手で登板して2イニングを無失点4奪三振に抑えた。11月13日に下痢と発熱で体調を崩したが、11月14日第7戦の対オランダ戦では8回3点リードから2番手で登板し、8回はダーク・ファンクルースターの打球が右足首を直撃しながらも無失点で抑え、9回にライリー・レヒトに2点タイムリー打を浴びたが後続を断ってセーブを記録し、チームは予選リーグ全勝で終えた。プロ野球ドラフト会議の為、3位決定戦を前に帰国した。
11月19日に行われた2001年のドラフト会議で、4球団（ダイエー・中日・巨人・横浜）から1位指名を受け、抽選の末、3番目に引いた王貞治が率いるダイエーが交渉権を獲得した。なお、これまで王が4度引いたドラフトのくじで初めて交渉権を獲得した選手となった。11月20日の指名挨拶には王と中内正オーナーが訪れ、11月27日にダイエーへの入団を表明した。12月4日に井手・神内らと共に入団会見を行った。背番号は20。12月5日のメディカルチェックでは右肩の可動域の狭さを指摘された。

### ダイエー・第一次ソフトバンク時代
2002年、高知県での春季キャンプは「寺原フィーバー」で集客数を伸ばし、10万9850人と球団史上過去最高（2002年当時）の集客数だった。2月16日のシート打撃では島田誠守備走塁コーチに牽制時のクセを見破られて3盗塁を許した。数日風邪による発熱で離脱したが、紅白戦で無失点と結果を残し、一軍のままキャンプを終えた。オープン戦は巨人戦登板と予告されるとチケットが球団史上最速の1時間30分で完売した。しかしあまり結果が出ず、投球フォームなどにも課題があり、開幕は二軍で迎えた。
また、3月のオープン戦期間中に岡本克道、永井智浩に連れられキャバクラで飲酒し球団から厳重注意処分を受けた。
4月16日に一軍選手登録されて同日の対日本ハムファイターズ戦（東京ドーム）で先発してプロ初登板を果たした。3回に井出竜也に先制ソロ本塁打を浴び、6回に逆転したその裏に捕まり5回0/3を投げ4失点のデビューだった。4月28日の対オリックス・ブルーウェーブ戦で本拠地・福岡ドーム初先発を果たすと、4回までパーフェクトの6イニング3安打無失点、7奪三振の好投でプロ初勝利を挙げた。5月12日の対千葉ロッテマリーンズ戦では6番手として9回7点ビハインドから初のリリーフ登板だったが1イニングを3人で抑えた。5月15日には台北市立天母棒球場での海外公式戦でも4番手で2イニングを無失点に抑えた。5月29日にはプロ入り前から比較された西武ライオンズ・松坂大輔との初対決も制して3勝目を挙げた。しかし続く6月6日の対オリックス戦で2回1/3の最短KOを喫し、6月11日の試合前練習で左太もも裏に違和感を覚えて6月13日に登録抹消、7月30日に再昇格すると、負ければ借金突入という同日の対オリックス戦で試合を作ってチームの連敗を止めた。これまでは城島健司とバッテリーを組んでいたが同試合では田口昌徳が先発マスクを被った。8月2日の投球練習中に右内転筋を傷めて8月4日に抹消されたが、9月27日に再昇格して以降はリリーフとなった。9月29日の対西武戦では7回同点の場面から4イニングを無失点に抑えて初の救援勝利・サヨナラ勝利で5勝目を挙げた。10月2日の対オリックス戦では4回2点リード一死一塁から3イニングを無失点で切り抜けて6勝目を挙げ、これはドラフト制導入後の1984年南海ホークス加藤伸一がマークした高卒新人最多勝利を塗り替えて球団新記録となった。10月6日の対千葉ロッテ戦・秋山幸二の引退試合で7回5点リードから登板して3イニングを1失点にまとめてプロ初セーブを記録した。1年目は先発7試合で4勝2敗、防御率4.28、QS率57.1パーセント、中継ぎ7試合では2勝0敗1S、防御率2.04、WHIP1.13だった。10月9日のメディカルチェックで右肩炎症が発覚して秋季キャンプの11月2日まで投球を控え、11月10日のパ・リーグオールスター東西対抗で西軍の先発として実戦復帰した。
2003年、春季キャンプからオープン戦まで投球フォームが固まらずに出遅れたが、4月2日に一軍へ昇格して開幕6枚目の先発として同日の対大阪近鉄バファローズ戦に先発して7回途中2失点の好投で開幕5連勝していた近鉄に勝利した。4月18日の対近鉄戦では9回を4安打2失点に抑えてプロ初完投勝利を果たし、これで1977年南海以来・ダイエーとしては初となるチーム4試合連続完投勝利を達成した。6月15日の対近鉄戦で先発したが右肩違和感により5回1失点で降板
、開幕から10試合で無傷の先発6連勝を記録したものの、翌日6月16日に福岡市内の病院で右肩関節炎と診断され、6月17日に登録を抹消された。7月11日に再昇格して7月23日の対日本ハム戦で先発したが4回途中でKOされ、2年間の本拠地「福岡ドーム不敗神話」が崩れた。8月1日の対オリックス戦ではチームが29得点を挙げて得点・得点差ともにパ・リーグ新記録を打ち立てた。この試合で寺原は8回25点リードから2番手で登板して9回に代打・副島孔太にタイムリー打を浴びて唯一の失点を許した。先発3連敗を喫していたが8月22日の対千葉ロッテ戦では制球に苦しみながらも自己最多となる7勝目を挙げた。8月29日の対千葉ロッテ戦で先発したが1回1/3で4失点と最短KOを更新し、点灯していた2度目の優勝マジックを消滅させた。続く9月7日の対西武戦では9回4点ビハインドの場面から登板した直後に5連打3失点を喫して一死も取れずに降板させられ、翌日9月8日に二軍へ降格した。二軍で結果を出して9月28日の対近鉄戦で登板したがまたも2回途中KOでレギュラーシーズンを終えた。
日本シリーズではベンチ入りしたものの登板は無かったが、オフには日本代表との壮行試合や台湾選抜との親善試合に登板した。
また同年8月に米国で公開されたアメリカ警察特殊部隊を題材とした映画『S.W.A.T.』になぞらえて球団広報により斉藤和巳（Saitoh）、和田毅（Wada）、新垣渚（Arakaki）、寺原（Terahara）の若手4投手のローマ字頭文字を取って「SWAT」というグループが結成されてグッズが販売された。オフの12月8日に高校の1年後輩の女性と入籍した。
2004年、教育リーグの最終テストで開幕先発ローテーション枠には入ったものの、開幕5戦目となる3月31日の対西武戦で初回・2回と満塁のピンチを作ったため王監督により自己ワーストタイの1回1/3で降板させられ、翌日4月1日に二軍降格し、以降二軍のローテーションへ入った。7月19日にようやく一軍に昇格して7月24日の試合で8回3点ビハインドから2回を無失点に抑えたが、以後の中継ぎ登板4試合で4試合連続ホームランを浴び、先発の機会を得る前に8月11日に二軍降格となりそのままシーズンを終えた。二軍ではウエスタン・リーグ2位の防御率、1位の奪三振数を記録した。二軍先発15試合で5勝5敗、防御率2.84、中継ぎ4試合で0勝2敗、防御率9.00だった。秋季キャンプはB組となり杉本正二軍投手コーチの下でフォーム固めに取り組んだ。
2005年、春季キャンプでは尾花高夫投手コーチの下でテークバックで昨年よりも肘を上げるフォームへ改造した。ロッテ・ジャイアンツ、東京ヤクルトスワローズ、広島二軍と先発無失点を続けていたが最終テストで炎上し、開幕ローテから漏れた。二軍公式戦では先発で4連敗するなど調子が上がらず、5月22日に昇格して同日の対阪神タイガース戦に先発したが3回でKOされた。続く5月27日に中継ぎ登板で1イニングを3者凡退に抑えたが、馬原孝浩の一軍復帰により6月3日に二軍降格となった。降格後は二軍の先発として調子を上げ4試合連続で好投していたが、7月5日の試合で3回KOされ、7月15日に西戸崎室内練習場での練習中にノックのボールを踏んで左足首を痛め、同日福岡市内の病院で検査の結果、左足首靭帯の断裂と診断され、7月22日に福岡市内の病院で縫合手術を受けた。秋季キャンプから小久保裕紀の個人トレーナーだった山尾伸一と個人契約を結んで肉体改造を行った。
2006年、4月13日に一軍へ昇格すると同日の対ロッテ戦で5回を1失点に抑えて965日ぶりの勝利を挙げた。5月6日の対西武戦で完投勝利したが、交流戦で3連敗して5月28日に二軍降格となった。6月28日に昇格すると準本拠地・北九州市民球場で初先発し、4回まで1安打無失点と抑えたが、5回先頭から3安打と崩れて3点目を奪われた所で降板となった。7月16日の対日本ハム戦（福岡 Yahoo! JAPANドーム）では初回に3連続四球があったものの9イニングを2安打に抑えてプロ入り初完封勝利を挙げ、病床の王監督から祝福の電話を受けた。8月5日の対千葉ロッテ戦では初の10奪三振を記録した。8月19日以降の先発で3試合連続5回持たず3連敗を喫して9月4日へ二軍降格となりそのままレギュラーシーズンを終えた。同年は城島健司の移籍により山崎勝己とのコンビで復活を果たしたが援護に恵まれない事も多く13試合で3勝5敗、的場直樹と組んだ2試合はいずれも5回持たずKOされ2敗だった。
プレーオフでは虫垂炎で離脱した新垣渚に代わって、10月9日の第1ステージ第3戦で急遽先発して5回イニングを投げ3安打、中村剛也に許したソロ本塁打の1失点のみの好投でステージ突破に貢献した。
12月5日に多村仁とのトレードで横浜ベイスターズへ移籍した。

### 横浜時代

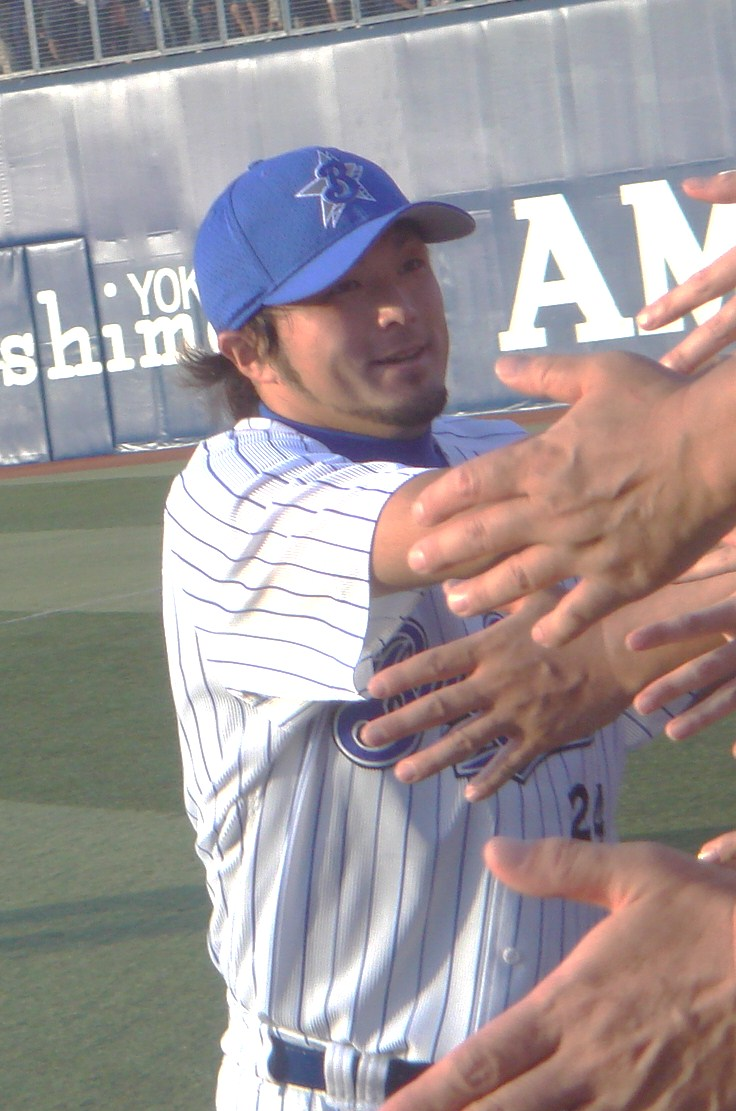
横浜時代（2007年9月15日）
勝利投手となり、ファンにハイタッチする。

2006年、12月7日に入団会見を行い、12月15日に背番号が24に決まった。
2007年、開幕一軍入りを果たし、抹消されることなく一軍ローテーションを守った。開幕第4戦となる4月3日の対広島東洋カープ戦（広島市民球場）で移籍後初登板・初先発し、8イニングを4安打1四球、嶋重宣のソロ本塁打のみに抑えて移籍初勝利、セ・リーグ球団からプロ初勝利を挙げた。続く4月10日の対ヤクルト戦では本拠地・横浜スタジアムでの初勝利を挙げ、4月28日の対中日戦では内野ゴロでプロ初打点を挙げ、投げては開幕4試合で無傷の3連勝だった。5月4日の対中日戦で移籍初黒星を喫したが、続く5月10日の対ヤクルト戦（神宮球場）では移籍後初完投勝利を挙げ、藤井秀悟からタイムリー打を放ってプロ初安打も記録した。その後3連敗して迎えた6月5日のソフトバンク戦では和田毅と投げ合い、多村にも安打を許さず古巣から初勝利を挙げた。夏に調子を崩し7月8月は9試合で3勝6敗だったが、9月16日にプロ6年目にして初の2桁勝利を達成した。9月28日の本拠地での対ヤクルト戦では9イニングを3安打に抑えて自身初の無四球完封勝利、移籍初完封勝利を挙げた。続く10月5日の対ヤクルト戦でも9イニングを2安打に抑えて自身初の2試合連続完封勝利を達成し、チーム単独トップの12勝目を挙げてチームの前年最下位から4位浮上へ貢献してシーズンを終えた。12勝中6勝がヤクルトから荒稼ぎし、巨人には4戦4敗だった。27試合で5回持たずの降板は1試合のみでQS率は63.0パーセント、うち25試合で相川亮二が先発マスクを被り11勝11敗だった。秋季キャンプでは特守中に右足首を捻挫してリタイア第1号となった。
2008年、3月28日の対阪神戦で自身初の開幕投手を務め、3回まで完璧に抑えていたが右手がしびれるアクシデントで逆転タイムリーを許して4イニングで降板して敗戦投手となった。続く4月4日の対広島戦でプロ初先発マスクの同級生・齋藤俊雄とのコンビで1勝したものの、他の試合でも足が攣るなどして4月は先発4試合で1勝3敗、防御率4.29だった。抑えに予定していたトラビス・ヒューズが不調だったことから、大矢明彦監督は寺原の了承を得た上で4月27日の対広島戦で抑えとして起用、セ・リーグからは初となる6年ぶりのセーブを挙げ、5月中旬にはストッパーに固定する方針となった。6月17日には自身と真田裕貴、秦裕二の3人の2001年ドラフト1位が一軍に揃う珍事が起きた。なお真田と秦は寺原がドラフトで競合された際にくじを外した巨人と横浜がそれぞれ獲得したいわゆる外れ1位である。7月6日の対阪神戦で林威助の打球を受け右足すねを打撲して3度目のセーブ失敗となったが、大事には至らず7月9日以降は5連続セーブを挙げた。7月14日には監督推薦によりオールスターゲームに初選出され、8月1日第2戦（横浜スタジアム）で7回から登板して初出場を果たし、1イニングを無失点に抑えた。9月23日の対阪神戦ではプロ初ホールドを挙げた。チームが年間100敗ペースの弱さで登板機会が少なく、10月2日の対中日戦では中8日での登板で李炳圭に勝ち越しスリーランを打たれてチームは13連敗して90敗目を喫した。最終的にリリーフ登板37試合45回2/3で防御率2.76、WHIP0.88、22セーブ1ホールド、2勝6敗だった。セーブ成功率は84.6パーセントで4度のセーブ失敗はいずれも逆転負けした。同点からの登板5試合は2勝2敗1ホールドだった。シーズン終了後の10月中旬時点で来季は先発に戻る事が決まった。オフの契約更改交渉では急な配置転換による「スクランブル手当て」として2,000万円増の年俸8,000万円（金額は推定）で更改した。
2009年、キャンプは2月21日のブルペンで右内転筋の張りを感じて離脱して出遅れ、3月8日の教育リーグで実戦復帰して開幕一軍に間に合い開幕4戦目に先発したが5回途中KOで敗戦、4月14日に1勝目を挙げたものの、3戦目の後に左膝を痛め、さらに背筋痛で出場選手登録を抹消された。7月3日に一軍昇格して7月15日に2年ぶりの完投勝利でチームを4連勝に導いたが、同年もチームが弱く復帰後10試合で1勝6敗に終わった。9月1日の対巨人戦では右肘の違和感で4回降板し、9月2日に抹消されてそのままシーズンを終えた。先発13試合で2勝7敗だったが、防御率3.90、QS率53.8パーセントと試合は作った。5人の捕手とコンビを組んだがいずれも勝ち越すことはできなかった。
2010年、かつてのコーチ・尾花高夫が自軍の監督に就任するも、2月6日のキャンプ中に右太腿炎症で別メニューとなった。3月9日に登録名を「寺原 早人」に変更することが発表された。開幕は一軍で迎えて開幕第2戦からローテーション入りした。4月8日の対中日戦ではエドワード・バルデスからプロ初の長打となる2点タイムリー二塁打を放つなど活躍して同年初勝利を挙げた。4月20日には日南・ダイエーでの同僚・井手正太郎が横浜に移籍して再びチームメイトとなった。5月4日の試合中に右肘の違和感を訴えて降板し、5月5日に横浜市内の病院で検査の結果、右肘付近に筋肉の炎症が見られたため同日出場選手登録を抹消された。ここまで先発6試合で3勝2敗、防御率2.92、QS率57.1パーセントだった。約2ヶ月と復帰に期間を要して6月22日に一軍昇格したが、その間に離脱した牛田成樹の代わりにリリーフ起用される事が決まった。しかし同日の対中日戦2点ビハインドからの登板で二死から連続本塁打を浴びて、わずか1試合の登板で6月25日に二軍降格となった。9月3日に再昇格して12試合に登板したが、内6試合で失点するなど結果は残せなかった。中継ぎ13試合14イニングで防御率5.79、WHIP1.86だった。
オフの12月5日、山本省吾・喜田剛との交換トレードで高宮和也と共にオリックス・バファローズへ移籍することが決まった。

### オリックス時代

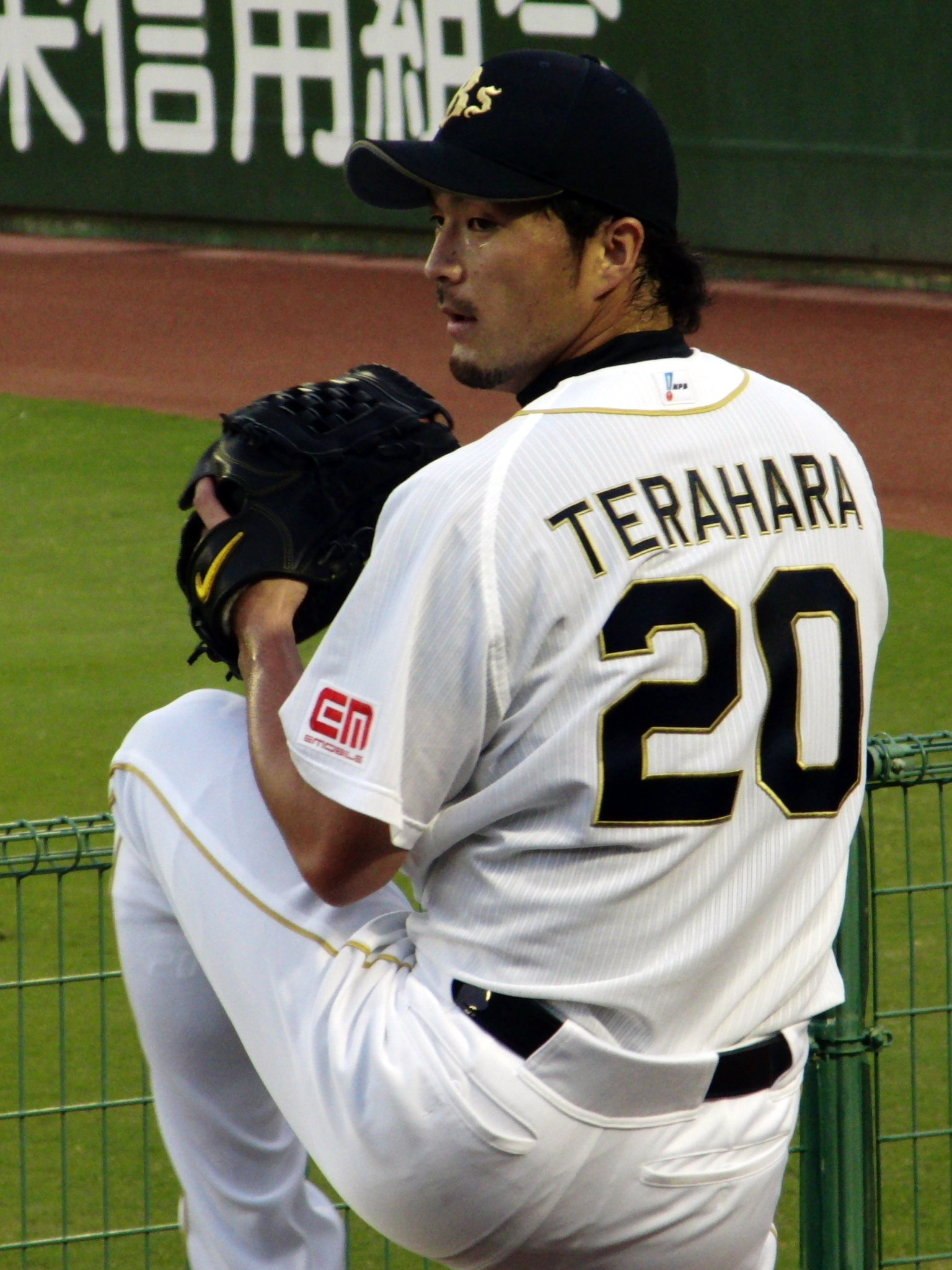
オリックス時代

2010年、12月16日に入団会見を行い、背番号はダイエー時代の20、登録名も「寺原 隼人」へ戻す事が発表された。
2011年、4月13日に一軍登録され、同日の開幕2戦目である本拠地（京セラドーム大阪）で対ソフトバンク戦で移籍初登板・初先発し、昨年までわずか出場3試合の4年目・伊藤光とのバッテリーで移籍後初完封勝利を挙げた。4月27日の対ロッテ戦では自己ワーストの1試合8失点（自責点8）を喫したが、5月4日の対日本ハム戦で2度目の完封勝利、その後前田大輔と組み2連敗したが、5月23日にはプロ入りして12連敗（先発では11連敗）していた巨人から敵地・東京ドームで9回1失点の完投勝利を挙げた。5月31日の対横浜戦では口唇ヘルペスを発症しながらも6回を無失点に抑えて古巣から移籍後初勝利を挙げた。6月6日にはプロ入り8連敗（先発では7連敗）の対阪神戦で9回1失点完投勝利を挙げた。6月14日の対横浜戦（横浜スタジアム）ではトレード相手の山本省吾と投げ合い、8回無失点で勝利した。7月4日には監督推薦により2度目のオールスターゲーム出場が決まった。7月8日の対西武戦でも勝利し、自己最多の7連勝を記録した。この7戦7勝期間の先発マスクは全て伊藤光だった。しかし伊藤光が打撃不振と脳震盪により7月12日に抹消され、横浜時代の同僚で1月にロッテから移籍した齋藤俊雄とオリックスで初バッテリーを組むことになった。7月15日の対楽天戦では近鉄を含む13球団からの勝利を賭けて臨んだが味方打線が完封を喫して敗戦した。球宴前で登板機会が無いため7月16日に登録を抹消。7月22日のオールスターゲーム第1戦で先発してプロ野球史上74人目両リーグ出場を果たし、3イニング打者10人に対して1安打無失点の投球で敢闘選手賞を受賞した。7月29日に一軍登録されて同日の試合で4年ぶりとなる二桁勝利を記録したが、試合中に右肘に痛みを感じて8月4日に右肘の張りにより出場選手登録を抹消された。8月14日に最短で再昇格し、再び伊藤光とのコンビで5試合全てQS達成で無四球完投勝利を含む2完投を挙げたものの1勝3敗と負け越し、以降は他の捕手と組んだ。9月28日の対ロッテ戦では2回に角中勝也の打球を左太腿に受けながらも9回を2安打1四球と完封し、自己最多タイの12勝目を挙げた。以後2試合は10月10日に中4日の登板も1回2/3で5失点し移籍最短KOされるなど試合を作れず、最後の登板も背筋痛で登板を回避し、チームは1毛差でクライマックスシリーズ出場を逃した。最終的には170回1/3を投げ12勝7完投3完封（いずれもチームトップ）、QS率72.0パーセントで終えた。伊藤光と組んだ16試合は10勝5敗だった。
オフの12月12日の契約更改交渉で2,500万円増の年俸8,500万円で更改した（金額は推定）。
2012年、春季キャンプ2月13日に右肩に張りを訴えて宮古島市内の病院で検査を受け、さらに右太腿裏痛で調整は遅れたが、開幕一軍に間に合い、開幕第3戦の対ソフトバンク戦に先発して7回2失点と好投も援護が無く敗れた。4月5日の飛行機移動の際に腰痛を発症して4月7日に登録を抹消された。5月4日に再昇格したが開幕3連敗を喫し、登板機会が無いため二軍で再調整となった。5月26日に一軍復帰してからは連勝、6月30日の対ロッテ戦では完封勝利を挙げた。球宴時期の7月15日に抹消され7月27日に再昇格して連勝したが、調子を崩して8月23日に2回7失点KOされ、右肘の炎症で翌日8月25日に抹消され、そのままシーズンを終えた。最終的には16試合に登板してQS率は62.5パーセント、6勝止まりだったが最下位のためチーム3位の勝ち数だった。同年も主に伊藤光・齋藤俊雄とバッテリーを組み、前年と同じく他の捕手では1度も勝てなかった。
11月14日に故障者選手特例措置制度によって得たフリーエージェント権（FA権）を行使し、11月24日に7年ぶりのソフトバンク復帰を表明し、かつてのトレーナー山尾伸一との再契約も結んだ。

### 第二次ソフトバンク時代
2012年12月4日に入団会見を行い、背番号は帆足和幸が1シーズンのみ着用していた11に決まった。3年契約で2年目まで年俸8,500万円で固定の年俸総額4億円で契約した（金額は推定）。
2013年、3月15日のオープン戦で背中の張りを訴えて途中降板し、検査で異常は無かったがリハビリ組へ合流し、開幕ローテーションから漏れた。山田大樹、東浜巨の相次ぐ二軍落ちで当初の予定より早めて4月24日に一軍へ昇格し、同日の対日本ハム戦（福岡ヤフオク!ドーム）で古巣復帰後初登板・初先発を果たしたが4回途中でKOされた。捕手は山崎勝己でツーシームを多投して痛打された。同試合で福岡のホークスファンから「横浜へ帰れ」などの野次が飛び、自身の都合で福岡の小学校へ転校させた2年生の息子まで学校で「ダメだったね」と言われて奮起し、5月1日の対西武戦（福岡ヤフオク!ドーム）では細川亨とのバッテリーでツーシームを封印して8回を1失点に抑え、移籍後初勝利を挙げた。5月29日の対巨人戦の6回に左腰を痛めて途中降板し、5月30日に登録を抹消、5月31日に福岡市内の病院で検査の結果、左第11、12肋間筋の軽度肉離れと診断された。7月9日に再昇格し、13球団勝利を賭けて再び対楽天戦（北九州市民球場）に臨み5回まで2安打無四球無失点と好投、6回に捕まり2点リード二死満塁で降板した。しかし金子圭輔の2度のタイムリーエラーによって勝利は潰えた。8月6日の対ロッテ戦（福岡ヤフオク!ドーム）では続投を直訴し、9回を1失点に抑えて移籍後初完投勝利を挙げた。続く8月13日の対西武戦の3回に右膝に力が入らないと異変を訴えて途中降板し、8月14日に腫れが引かず登録を抹消、9月10日に再昇格し、以後は毎度右膝に溜まる水を抜きながら登板する事になった。台風18号の影響で当日空港から球場へ直行となった9月17日の対楽天戦では無失点で迎えた3点リードの5回に捕まりケーシー・マギーに逆転満塁本塁打を浴びて13球団勝利に失敗した。9月25日の古巣・オリックスとの試合に敗れて同年の対戦成績は3戦3敗に終わり、同時にチームの優勝の可能性も完全に消滅した。最終的には4勝7敗と負け越し、防御率も4.65、QS率も37.5パーセントと結果を残せなかった。細川とは11試合組み完投勝利など試合を作る日が多かったが2勝4敗と負け越し、山崎と組んだ5試合では大量失点が多かったが2勝3敗だった。オフの12月7日にプロ1年目に着けていた背番号20へ変更されることが決まった。
2014年、オープン戦は好調ではなかったが東浜巨、大場翔太を押し退けて4月2日の開幕第5戦からローテーション入りし、同日の対日本ハム戦で通算1000投球回を達成した。プロ入り後通算6敗（全て先発）で迎えた4月16日の対楽天戦で7回を1失点に抑えて工藤公康、杉内俊哉に続くNPB史上3人目の13球団からの勝利を達成した。4月30日の対オリックス戦で4回途中KOとなり、5月1日に二軍降格となった。ウエスタン・リーグでも被弾し右膝の違和感が消えず、5月12日に福岡市内の病院で精密検査を受け、5月27日に右膝軟骨損傷による内視鏡下デブリードマン手術を受けた。100パーセント完治する手術ではなく、翌年以降も毎週膝に溜まる水を抜き、ヒアルロン酸の注射が必須となった。同年はわずか5試合にとどまり1勝4敗に終わりながらもQS率は60パーセントだった。敗戦した4試合はいずれも1回、2回に先制点を奪われて本塁打も浴び、味方の援護も2点以下だった。5試合で被本塁打8と、9イニングあたり2.60本（前年までの8年間は1.00未満）と数字からも異変が起きていた。なお全5試合の捕手は同年より移籍加入した鶴岡慎也だった。オフの12月3日の契約更改交渉で減額制限を越える47パーセントダウンの年俸4,500万で更改した。
2015年、二軍で中継ぎからの調整となったが先発でも結果を出し、5月5日に一軍へ昇格して同日の対千葉ロッテ戦で先発して5回1失点と好投、自身の勝ち星は消えたものの工藤公康新監督の誕生日での勝利には貢献した。5月16日には対西武戦の延長11回同点の場面から登板して打者6人を完璧に抑えて引き分けを勝ち取った。同点・リードした場面でのリリーフは2010年9月以来だった。5月24日から先発に戻り、6月7日の対巨人戦では同日まで6勝を挙げていた高木勇人から横浜時代以来の2点タイムリー打を放ち、投げては7回2安打1失点の好投で先発3連勝を果たした。8勝のうち7勝を先発で挙げ、リーグ連覇に貢献した。
2016年、4月24日の対日本ハム戦でリリーフとして今季初登板、5月3日に同じく対日本ハム戦においてリリーフで今季初勝利を飾るも、状態があがらず、リハビリ組やファームでの調整が続き、今季はリリーフ起用のみの僅か14試合の一軍登板に留まる。
2017年、リリーフでの起用が多かったが、4月23日の楽天戦（福岡ヤフオク!ドーム）で初先発をするも4回途中KOで敗戦投手になる。先発3試合目の5月7日のロッテ戦（ZOZOマリンスタジアム）で初勝利するも。炎上する日々が続き、5月21日の西武戦（メットライフドーム）で炭谷銀仁朗に危険球を与えて退場処分となって二軍落ちした。古巣横浜DeNAベイスターズとの日本シリーズではベンチ入りを果たし、10月28日の第1戦、9回表にて自身日本シリーズ初登板を経験した。
シーズンオフの12月8日、福岡ヤフオク!ドーム内の球団事務所で契約更改交渉に臨み、700万円ダウンの年俸4,500万円（金額は推定）でサインした。
2018年、リリーフ専門で21試合に登板し防御率2.39と結果は残したが、11月4日に球団より戦力外通告を受けた。

### ヤクルト時代

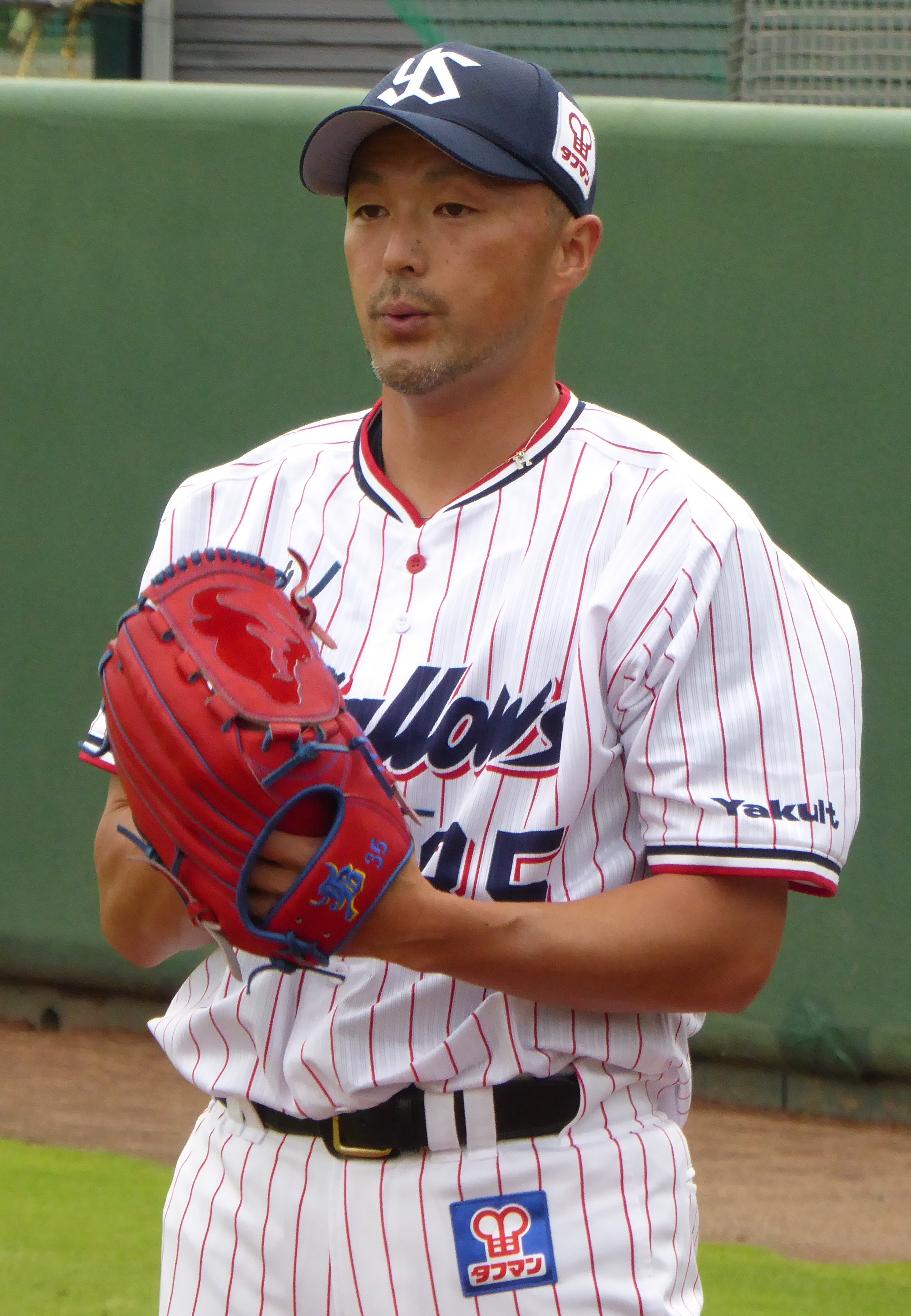
ヤクルト時代（2019年6月8日）

2018年11月27日、東京ヤクルトスワローズが寺原との来季契約についての基本合意に達したと発表した。年俸は2200万円。背番号35。
2019年は開幕から先発投手として起用された。4月11日の広島戦(MAZDA Zoom-Zoom スタジアム広島)で5回2/3を投げ2失点に抑え、ヤクルト移籍後初勝利を挙げた。9月17日に現役を引退することが発表された。

### 引退後
2020年1月より活動を本格的に行う沖縄県に設立された琉球ブルーオーシャンズの投手コーチを務めることが発表された。参考にしたいコーチとして名前を挙げたのが、2007年から4年間、横浜で指導を受けた野村弘樹で「野村さんは選手を見ながら、練習メニューの指示をしてくれていました。例えば、ある選手が苦手なメニューは、それをやらないで済む別の練習法を提示してくれていました。僕は、基本的に遠投があまり好きではなかったのですが、野村さんは練習を見ながら『遠投はそんなにしなくていいけど、そのかわりにこれをやっておきなさいよ』と、いうふうに、的確な指示をしてくれました」と述べている。2021年シーズン中、琉球球団の選手、コーチら合わせて15人が新型コロナウイルスに感染したことが発表され、球団規律に反する行為があったことも判明していたが、寺原自身は陰性であり、規律違反も犯していないことを自身のInstagramで報告した。同年10月12日、契約期間満了により退団することが発表された。
同月21日、2022年よりプロ野球独立リーグ・九州アジアリーグに参戦する新球団・福岡北九州フェニックスの投手コーチへの就任が発表された。背番号は61。その傍らスポーツライブ+の野球解説者としても連動して活動する。

### 北九州での現役復帰
2022年、8月6日にて3年ぶりにコーチ兼任で現役復帰することが発表された。背番号は61。復帰の背景には、チーム内の投手陣が手薄であることや、複数の選手が新型コロナウイルス感染症の陽性判定を受けたことなどで、選手不足に陥っていた状況があった。
8月7日の火の国サラマンダーズ戦（北九州市民球場）で先発登板し、2回を1安打3奪三振無失点に抑えた。この日の最速は139㎞/hであった。
9月20日の大分B-リングス戦（県営筑豊緑地野球場）では先発で5回を94球で投げ切り、被安打8、2失点に抑えて現役復帰後初勝利を挙げた。この日は最速142km/hを計測した。これにより、NPB13チームと合わせて計14球団からの勝利投手となった。
シーズン終了後の10月29日、コーチの退任と選手の引退が発表された。

### ソフトバンクコーチ時代
北九州退団発表前の10月28日に、スポーツ紙がソフトバンク三軍投手コーチに就任の見込と報じ、11月1日にソフトバンクによる記者会見で正式にコーチ就任が発表された。2024年からは二軍ファーム投手コーチを担当する。

## プレースタイル
高めのスリークォーターから平均球速146km/h、プロでの最速157km/hのストレートが持ち味である。KALでの現役復帰後も最速142km/hを計測する。一方でプロ入り当初は目立った変化球が無く直球に頼った力投型だったが、横浜移籍前年・2006年から制球を重視するようになり、横浜移籍以降からは直球に変化球を織り交ぜて緩急も使ったゴロで打ち取るスタイルへと変わっていった。
球種はプロ1年目の時点でスライダー、高速カーブ（120km/h後半）、チェンジアップがあり、チェンジアップは2001年のワールドカップで藤井秀悟から教わった。2003年からスローカーブ（100km/h台）とカットボール、フォークボールを使用し始めた。2004年は横滑りと大きく曲がる2種類のスライダーを使った。フォークは高校の練習で試していたが中指が短いという理由で諦めていた。さらに2006年にシュート、2008年オフに特殊な握りの高速フォークを習得した。2011年は140km/h台の高速縦スライダー、2012年秋からツーシームを投げ始めた。2013年秋には加藤伸一コーチからパームボールを習い、それを参考に2014年の2月にはフォークに近いチェンジアップ（中村晃談）も身につけた。
制球は甘く、12年目の2013年7月時点でも高山郁夫コーチからインコースを突く制球力が課題と指摘された。
軟らかいマウンドが好みであり、同僚の大場翔太も寺原が軟らかいマウンドが得意だと述べている。オリックス時代は硬さを調整していた。

### 投球フォーム
1年目は下半身の筋力不足から肩の開きも早かった。自身のフォームを忘れやすく、2004年1月の和田毅との自主トレでは和田風のフォームへと変更してしまい、春季キャンプで修正する事になった。同年の秋季キャンプでも肩の開きは改善されず、2005年の春季キャンプで尾花コーチから高校時代のフォームを見せられマンツーマンで修正に取り組み一旦は成果を上げたが、二軍から戻ると重心の高いフォームとなりリリースポイントもバラバラになっていた。2006年はキャッチボールの基本動作から矯正してスムーズな体重移動へと変わり、2007年春はフォームに悩むことがなくなった。2010年春にさらに安定したフォームを手に入れたが、オープン戦で1試合6盗塁と問題が発覚、4月に左肩が動く癖を修正したが、同月末にも1試合6盗塁を許す。2011年には投球テンポを速める事で安定化を図った。また同年は投球姿勢に悩んでいたが、2012年からノーワインドアップに一本化する事を決めた。2014年春に左足のインステップ矯正を行った。2013年に膝を痛めて力が入らない事が増え、2014年の膝手術以降、2015年から右膝の負担を減らすために体重を落とし、膝に負担のかからないフォームを模索した。工藤公康監督からは左肩が開くことでシュート回転する癖を矯正する指導を受けた。

### フィールディング・守備
クイックモーションでの左足を上げてから本塁までの投球到達時間は2010年時点で1秒14とプロの中では速い。
またプロ1年目から牽制、一塁へのベースカバー、バント処理などのフィールディングが課題で、9年目・2010年時点でも改善はされずミスから冷静さを欠き失点していた。

## 人物
趣味は釣りで城島健司、馬原孝浩らと2005年1月からの佐世保市での自主トレ期間中に行っていた。
2013年1月11日の唐津市での馬原との合同自主トレ中に自身のFAによる人的補償が馬原であると直接本人から電話で知らされショックを受けたが、馬原の意向により自主トレは予定通り行った。
高校3年時のワールドカップ出場の際に中村隼人（当時・日本ハム）に髭を伸ばすように勧められて興味を持ったが、新人合同自主トレ中の商品撮影でも伸ばしていたため自身の担当スカウトから寮長となっていた河埜敬幸に身なりを整えるよう注意を受けた。2004年8月頃には再び生やしており、2013年は小さい頃から好きなプロレスラー・武藤敬司をイメージしてセットしていた。
中学校時代は大人しい性格を克服するために生徒会長に立候補し、文化祭ではバンドを組みドラムを担当した。
プロ1年目の高知キャンプでは302個（チーム1位）のバレンタインチョコが届いた。また同年の福岡ドーム初勝利の際に「高卒ルーキーの初勝利はハイタッチするからマウンドに走れ」と大越基に騙されて飛び出し、チームの爆笑を誘った。
2002年3月にウィズン（We'SN）から「寺原弁当」・「寺原どん」の2種類の弁当が発売された。
水島新司の漫画「ドカベン プロ野球編」では、実在選手としては唯一、裏表紙に描かれたことがある（同作44巻）。
小学校4、5年生の時の野球教室で原辰徳、桑田真澄、斎藤雅樹、槙原寛己から指導を受け、日南学園の小川監督が東海大で原の先輩だったこともありドラフト前の面談で原は2度宮崎を訪れた。
先述の通りNPB史上3人目となる13球団勝利を記録しているが、その後同記録を達成できる最後の可能性があった和田毅が2024年シーズン限りで現役引退を表明した為、寺原が事実上NPB最後の同記録達成者となった。

## 詳細情報

### 年度別投手成績
| 年 度      | 球 団                 | 登 板 | 先 発 | 完 投 | 完 封 | 無 四 球 | 勝 利 | 敗 戦 | セ 丨 ブ | ホ 丨 ル ド | 勝 率 | 打 者 | 投 球 回 | 被 安 打 | 被 本 塁 打 | 与 四 球 | 敬 遠 | 与 死 球 | 奪 三 振 | 暴 投 | ボ 丨 ク | 失 点 | 自 責 点 | 防 御 率 | W H I P |
| ---------- | --------------------- | ----- | ----- | ----- | ----- | -------- | ----- | ----- | -------- | ----------- | ----- | ----- | -------- | -------- | ----------- | -------- | ----- | -------- | -------- | ----- | -------- | ----- | -------- | -------- | ------- |
| 2002       | ダイエー ソフトバンク | 14    | 7     | 0     | 0     | 0        | 6     | 2     | 1        | --          | .750  | 237   | 57.2     | 53       | 5           | 15       | 0     | 1        | 41       | 4     | 0        | 24    | 23       | 3.59     | 1.18    |
| 2003       | ダイエー ソフトバンク | 18    | 16    | 1     | 0     | 0        | 7     | 5     | 0        | --          | .583  | 417   | 92.0     | 95       | 12          | 47       | 0     | 5        | 60       | 1     | 0        | 59    | 56       | 5.48     | 1.54    |
| 2004       | ダイエー ソフトバンク | 6     | 1     | 0     | 0     | 0        | 0     | 0     | 0        | --          | ----  | 41    | 8.1      | 13       | 4           | 5        | 0     | 0        | 7        | 0     | 0        | 7     | 7        | 7.56     | 2.16    |
| 2005       | ダイエー ソフトバンク | 2     | 1     | 0     | 0     | 0        | 0     | 0     | 0        | 0           | ----  | 19    | 4.0      | 6        | 1           | 1        | 0     | 0        | 2        | 0     | 0        | 4     | 4        | 9.00     | 1.75    |
| 2006       | ダイエー ソフトバンク | 16    | 15    | 2     | 1     | 0        | 3     | 7     | 0        | 0           | .300  | 335   | 76.2     | 90       | 6           | 19       | 0     | 2        | 35       | 4     | 0        | 43    | 36       | 4.23     | 1.42    |
| 2007       | 横浜                  | 27    | 27    | 4     | 2     | 1        | 12    | 12    | 0        | 0           | .500  | 762   | 184.2    | 171      | 20          | 46       | 0     | 4        | 163      | 7     | 0        | 78    | 69       | 3.36     | 1.18    |
| 2008       | 横浜                  | 41    | 4     | 0     | 0     | 0        | 3     | 9     | 22       | 1           | .250  | 282   | 71.0     | 57       | 4           | 12       | 0     | 2        | 66       | 4     | 0        | 26    | 26       | 3.30     | 0.97    |
| 2009       | 横浜                  | 13    | 13    | 2     | 0     | 0        | 2     | 7     | 0        | 0           | .222  | 362   | 83.0     | 89       | 8           | 23       | 1     | 1        | 77       | 4     | 1        | 43    | 36       | 3.90     | 1.35    |
| 2010       | 横浜                  | 20    | 7     | 0     | 0     | 0        | 4     | 3     | 0        | 0           | .571  | 237   | 54.0     | 54       | 5           | 24       | 1     | 1        | 42       | 4     | 0        | 25    | 22       | 3.67     | 1.44    |
| 2011       | オリックス            | 25    | 25    | 7     | 3     | 1        | 12    | 10    | 0        | 0           | .545  | 705   | 170.1    | 162      | 4           | 43       | 0     | 3        | 112      | 7     | 2        | 67    | 58       | 3.06     | 1.20    |
| 2012       | オリックス            | 16    | 16    | 1     | 1     | 0        | 6     | 8     | 0        | 0           | .429  | 441   | 101.0    | 114      | 7           | 31       | 0     | 3        | 61       | 6     | 0        | 49    | 44       | 3.92     | 1.44    |
| 2013       | ソフトバンク          | 16    | 16    | 2     | 0     | 0        | 4     | 7     | 0        | 0           | .364  | 398   | 93.0     | 97       | 9           | 30       | 0     | 1        | 56       | 5     | 0        | 51    | 48       | 4.65     | 1.37    |
| 2014       | ソフトバンク          | 5     | 5     | 0     | 0     | 0        | 1     | 4     | 0        | 0           | .200  | 116   | 27.2     | 26       | 8           | 11       | 0     | 2        | 14       | 0     | 0        | 17    | 15       | 4.88     | 1.34    |
| 2015       | ソフトバンク          | 21    | 12    | 0     | 0     | 0        | 8     | 3     | 0        | 2           | .727  | 332   | 83.2     | 71       | 11          | 19       | 0     | 3        | 58       | 3     | 0        | 32    | 32       | 3.44     | 1.08    |
| 2016       | ソフトバンク          | 14    | 0     | 0     | 0     | 0        | 2     | 1     | 0        | 2           | .667  | 62    | 13.1     | 18       | 2           | 5        | 0     | 0        | 10       | 0     | 0        | 6     | 6        | 4.05     | 1.73    |
| 2017       | ソフトバンク          | 24    | 6     | 0     | 0     | 0        | 1     | 2     | 0        | 3           | .333  | 190   | 42.1     | 45       | 4           | 18       | 0     | 5        | 28       | 0     | 1        | 21    | 20       | 4.25     | 1.49    |
| 2018       | ソフトバンク          | 21    | 0     | 0     | 0     | 0        | 0     | 0     | 0        | 4           | ----  | 123   | 26.1     | 25       | 1           | 18       | 0     | 3        | 20       | 0     | 0        | 8     | 7        | 2.39     | 1.63    |
| 2019       | ヤクルト              | 4     | 4     | 0     | 0     | 0        | 2     | 1     | 0        | 0           | .667  | 75    | 16.0     | 18       | 2           | 9        | 0     | 0        | 9        | 1     | 0        | 11    | 11       | 6.19     | 1.69    |
| 通算：18年 | 通算：18年            | 303   | 175   | 19    | 7     | 2        | 73    | 81    | 23       | 12          | .474  | 5134  | 1205.0   | 1204     | 113         | 376      | 2     | 36       | 861      | 50    | 4        | 571   | 520      | 3.88     | 1.31    |

- ダイエー（福岡ダイエーホークス）は、2005年にソフトバンク（福岡ソフトバンクホークス）に球団名を変更

### 表彰
- オールスターゲーム敢闘選手賞：1回（2011年第1戦）
- 宮崎日日新聞スポーツ賞 特別賞（2020年[288][289]）

### 記録
初記録
投手記録
- 初登板・初先発：2002年4月16日、対日本ハムファイターズ4回戦（東京ドーム）、5回0/3を8安打4失点
- 初奪三振：同上、3回裏に野口寿浩から
- 初勝利・初先発勝利：2002年4月28日、対オリックス・ブルーウェーブ5回戦（福岡ドーム）、6回3安打無失点
- 初セーブ：2002年10月6日、対千葉ロッテマリーンズ28回戦（福岡ドーム）、7回表に2番手で救援登板・完了、3回1失点
- 初完投勝利：2003年4月18日、対大阪近鉄バファローズ4回戦（福岡ドーム）、9回4安打2失点
- 初完封勝利：2006年7月16日、対北海道日本ハムファイターズ10回戦（福岡 Yahoo! JAPANドーム）
- 初ホールド：2008年9月23日、対阪神タイガース20回戦（阪神甲子園球場）、10回裏に4番手で救援登板、2回無失点

打撃記録
- 初安打・初打点：2007年5月10日、対東京ヤクルトスワローズ6回戦（明治神宮野球場）、5回表に藤井秀悟から左前適時打

節目の記録
- 1000投球回：2014年4月2日、対北海道日本ハムファイターズ2回戦（福岡 ヤフオク!ドーム）、4回表1死目に大引啓次の盗塁死で達成 ※史上336人目

その他の記録
- 13球団勝利：2014年4月16日、対東北楽天ゴールデンイーグルス5回戦（福岡 ヤフオク!ドーム）、7回1失点 ※史上3人目、最後の達成者
- オールスターゲーム出場：2回（2008年、2011年）

### 独立リーグでの年度別投手成績
| 年 度     | 球 団     | 登 板 | 先 発 | 完 投 | 完 封 | 無 四 球 | 勝 利 | 敗 戦 | セ 丨 ブ | ホ 丨 ル ド | 勝 率 | 打 者 | 投 球 回 | 被 安 打 | 被 本 塁 打 | 与 四 球 | 敬 遠 | 与 死 球 | 奪 三 振 | 暴 投 | ボ 丨 ク | 失 点 | 自 責 点 | 防 御 率 | W H I P |
| --------- | --------- | ----- | ----- | ----- | ----- | -------- | ----- | ----- | -------- | ----------- | ----- | ----- | -------- | -------- | ----------- | -------- | ----- | -------- | -------- | ----- | -------- | ----- | -------- | -------- | ------- |
| 2022      | 北九州    | 2     | 2     | 0     | 0     | 0        | 2     | 0     | 0        | 0           | 1.000 | 31    | 7.0      | 9        | 0           | 2        | -     | 1        | 6        | 0     | 0        | 2     | 2        | 2.57     | 1.57    |
| 通算：1年 | 通算：1年 | 2     | 2     | 0     | 0     | 0        | 2     | 0     | 0        | 0           | 1.000 | 31    | 7.0      | 9        | 0           | 2        | -     | 1        | 6        | 0     | 0        | 2     | 2        | 2.57     | 1.57    |

### 背番号
- 20（2002年 - 2006年、2011年 - 2012年、2014年 - 2018年）
- 24（2007年 - 2010年）
- 11（2013年）
- 35（2019年）
- 74（2020年 - 2021年）
- 61（2022年）
- 76（2023年 - ）

### 登録名
- 寺原 隼人（てらはら はやと、2002年 - 2009年、2011年 - ）
- 寺原 早人（てらはら はやと、2010年）

### 登場曲
- 「THE NEVER LAND〜光射す方へ〜」NEVER LAND
- 「PRIDE」山嵐（2013年）
- 「カリフォルニー」ケツメイシ（2014年）
- 「INTRO(RISE)」TAEYANG（2015年 - 2016年）
- 「GLORY」Hi-STANDARD（2017年 - ）

## 関連情報

### CM
- 宮崎市観光協会 （2002年6月、大阪地区、福岡、熊本、宮崎、鹿児島限定）[291][292]